# 宁远镇 (宾县)
宁远镇是中国黑龙江省哈尔滨市宾县下辖的一个镇，位于县境东南部。